# Michal Pešek

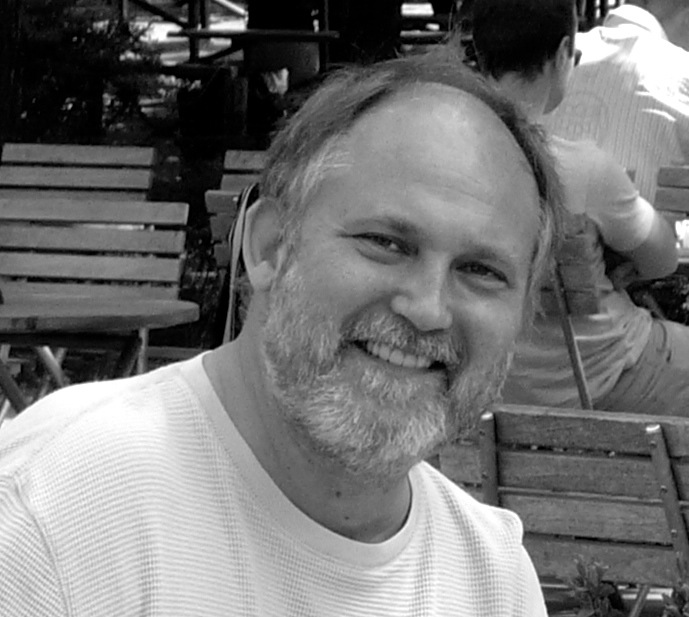
Michal Pešek (2011)

Michal Pešek (* 4. Mai 1959 in Prag; † 7. Mai 2012 ebenda) war ein tschechischer Schauspieler, Moderator und Lokalpolitiker.

## Leben
Nach dem Schauspielstudium am Prager Konservatorium in Prag spielte Pešek ab 1980 zunächst am Staatstheater und später an den Städtischen Bühnen in Ostrava. In dieser Zeit hatte er auch einen seiner ersten Fernsehauftritte in der Serie Die Märchenbraut. In seiner Heimat gehörte zu seinen bekanntesten Rollen die des jungen Detektivs Jirí Otradovec in der von 1982 bis 1986 laufenden Fernsehserie Malý pitaval z velkého mesta. Von 1984 bis 1990 gehörte er zum Ensemble des Divadlo na Vinohradech in Prag. Danach arbeitete er bis 1993 als Moderator bei verschiedenen Radiosendern in Prag, wie zum Beispiel TV Nova.
Anschließend wechselte er in die Politik und Wirtschaft, so war er unter anderem Berater des tschechischen Finanzministers Ivo Svoboda. Zuletzt lebte er in den Niederlanden.
Pešek starb im Alter von 53 Jahren an Lungenkrebs.

## Filmografie (Auswahl)
- 1978: Der Tod der Fliege (Smrt mouchy)
- 1979: Die Märchenbraut (Arabela)
- 1980: Begegnung im Juli (Setkání v cervenci)
- 1981: Das Geheimnis der leeren Urne (Neco je ve vzduchu)
- 1982–1986: Bezirksverwaltung der „K“ Prag (Malý pitaval z velkého mesta) (Fernsehserie, 15 Folgen)
- 1983: Hilfe, ich bin kein Mörder (Od vrazdy jenom krok ke lzi)
- 1985: Die Zuckerbaude (Cukrová bouda)
- 1989: Der Zug der Kindheit und der Hoffnung (Vlak detství a nadeje), Fernsehserie
- 1991: Der letzte Schmetterling (Poslední motýl)
- 2007: … und es kommt noch schlimmer (… a bude hur)

## Theaterrollen
- 2007: Ente mit Orangen (Kachna na pomerančích) – (Palast-Theater Prag)[3]